# Système comptable américain
 (janvier 2007).
L’économie américaine repose sur le principe de la libre entreprise et de la flexibilité. 
La mentalité américaine est gouvernée par l’esprit d'entreprise et une forte proportion des Américains ont pour but de s’installer à leurs comptes ou créer leurs propres affaires. La création d’une entreprise aux États-Unis est facile et prend peu de temps. La plupart des formalités se font par courrier (trois heures environ suffisent pour créer une entreprise dans l’État de Floride). Le taux de chômage aux États-Unis, très faible (4,5 %) fait que le retour à la vie salariale est plus facile en cas d’échec de l’affaire.
Il ressort de l’étude (1980) de Hofstede, en ce qui concerne les États-Unis, que ce pays est fortement dominé par l’individualisme et par les valeurs masculines à savoir succès, héroïsme et réussite matérielle. On distingue aussi, à travers cette étude, une faible aversion au risque et distance au pouvoir. Ces deux dernières caractéristiques favorisent la mise en place de structures implicites au sein des entreprises américaines, structures où les détenteurs des postes hiérarchiques doivent de façon permanente justifier leurs pouvoirs auprès de leurs subordonnés et où l’accent est mis sur l’initiative personnelle et la prise de risque dans les activités de l’entreprise. Ces dimensions culturelles de Hofstede permettent de mieux appréhender le mode de travail et d’organisation des entreprises américaines et peuvent, par conséquent, donner une idée générale sur l’organisation de la profession comptable en tant que composante de la structure de l’entreprise.
S.J Gray (1988) a tenté de développer les travaux de Hofstede en les orientant précisément vers la profession comptable. Il a ainsi dégagé quatre valeurs comptables directement liées à des valeurs culturelles.
- Professionnalisme Vs Contrôle de l’État
- Uniformité Vs Flexibilité
- Conservatisme Vs Optimisme
- Secret Vs Transparence
On remarque ici que les deux premières valeurs de Gray concernent la réglementation de la profession comptable alors que les deux dernières ont trait à la divulgation de l’information financière.
En ce qui concerne les États-Unis, on remarque une nette tendance au professionnalisme, c'est-à-dire que la tâche de la mise en place des normes et standards comptables aux États-Unis est déléguée à des organisations formées de professionnels compétents qui ont l’expérience nécessaire pour ce genre de travaux. Néanmoins, cela ne veut pas dire que le contrôle de l’État est inexistant, en effet, la SEC (Securities and Exchange Commission) doit faire valider les normes émises par les organismes privés. Et de ce fait, on peut dire que le système comptable américain est caractérisé par une flexibilité des normes dont l’application peut être différente d’une entreprise à une autre en fonction des  facteurs environnementaux de chacune d’elles, tant que cette application cherche à se rapprocher de l’image fidèle de l’entreprise.
Quant aux valeurs comptables ayant trait au mode de divulgation de l’information financière, on remarque que les États-Unis (à l’instar des pays anglo-saxons) se caractérisent par un optimisme très poussé, en effet, les américains sont des adeptes du « Risk-taking » et ont toujours la volonté d’afficher des résultats à la hausse pour la satisfaction des investisseurs. Mais à côté de cet optimisme poussé, les américains s’obligent à respecter une transparence au niveau des informations comptables, condition sine qua non pour une certaine efficience du marché financier qui représente la première source de financement des entreprises américaines.

## Les facteurs institutionnels; facteur d’influence de la comptabilité
On peut citer comme facteurs institutionnels qui influencent la comptabilité : Le système légal, le système d’imposition, le système de financement et le processus de normalisation et profession comptable.

### Système légal
Les États-Unis sont un pays de droit coutumier et l’influence de cette situation se ressent sur le plan comptable. En effet, le système comptable américain repose sur un cadre conceptuel qui énonce des concepts généraux qui représentent la base pour le travail de l’élaboration des normes. À titre d’exemple on peut citer le concept de l’image fidèle qui pousse à une prééminence du fonds économique des transactions sur leurs formes juridiques et ceci contrairement aux pays Euro continentaux où la comptabilité est « un exercice précis de saisie des écritures comptables qui doit obéir à des règles détaillées » (Nobes et Parker, 2000).

### Système d’imposition
Comme la plupart des pays du monde, les États-Unis financent leurs dépenses budgétaires à travers l’imposition de ses citoyens et plus particulièrement de ses entreprises, et pour ce faire, les États-Unis se sont dotés d’une administration assez forte qui collecte des informations sur les entreprises qui forment le tissu économique américain.
Donc étant donné les pouvoirs dont jouit l’IRS (l’administration fiscale américaine), on peut se demander si les règles fiscales qu’impose l’État américain ont une influence sur les règles et pratiques comptables.
Il existe une séparation très nette entre le système d’imposition et la comptabilité. Ceci peut être expliqué par le fait qu’il existe dans les pays du common law une forte décentralisation de la réglementation comptable au profit des professionnels qui a fait que la profession s’est organisée de façon autonome bien avant les pays Euro-continentaux. Et en prenant comme exemple les États-Unis, l’AICPA (American Institute of Certified Public Accountants) a été créé en 1887 alors que l’ordre des experts comptables de France ne s’est formé qu’en 1942.
Cette ancienneté a donné une certaine envergure à la profession comptable dans les pays anglo-saxons qui a permis de créer une séparation entre les règles comptables et fiscales. En effet, aux États-Unis, le bénéfice de déduction des charges n’est pas liée à la comptabilisation de ceux-ci et les règles d’estimations fiscales sont totalement cloisonnées par rapport aux mêmes estimations comptables. Cependant, cette règle de séparation connaît une certaine atténuation, car, si une entreprise américaine utilise la méthode LIFO pour valoriser ses stocks, celle-ci se trouve obligée d’utiliser la même méthode pour le calcul du résultat fiscal, mais malgré cela, on peut dire qu’il y a une forte tendance à la séparation entre les règles fiscales et comptables aux États-Unis.

### Processus de normalisation
Le processus de normalisation comptable et l’organisation de la profession influencent énormément les pratiques en termes de reporting financier. À cet égard, il existe deux grandes approches :
- l’approche de normalisation par l’État
- L’approche de normalisation par le secteur privé

La décentralisation de la réglementation comptable se fait au profit des professionnels qui élaborent les normes en fonction des besoins de la profession dans le respect du cadre conceptuel. Ceci fait que la profession comptable est plus réactive aux nouvelles difficultés comptables qu’imposent les changements de l’environnement, et ceci contrairement aux pays Euro continentaux dont la normalisation comptable est assurée par l’État et où les procédures d’élaboration des normes prennent beaucoup plus de temps.
Cependant, on ne peut pas dire que la normalisation comptable aux États-Unis est totalement contrôlée par le secteur privé, en effet, l’organisme de contrôle du marché financier américain, la SEC, doit donner son mandat à une norme nouvellement créée pour qu’elle puisse être appliquée pour l’élaboration des états financiers des entreprises cotées. 

## Les autres facteurs d’influences
Dans ce qui est dit précédemment, on a énuméré les principales influences sur la comptabilité américaine, cependant, il en existe d’autres dont l’impact est plus ou moins important ou qui ont à leur tour pesé sur les facteurs d’influence de la comptabilité aux États-Unis.
On peut citer à titre d’exemple, la colonisation, qui a fait que les États-Unis sont d’influence anglo-saxonne et qui a par conséquent fait exporter au Nouveau Monde les valeurs et traditions britanniques en termes de lois, coutumes de commerce, et comme vu précédemment, d’organisation de la profession et des pratiques comptables.
Plus récemment, d’autres événements ont influencé le domaine comptable aux États-Unis, comme la perte de confiance du public dans les marchés financiers à la suite du krach boursier de 1929 ou encore le scandale d’ENRON qui a mené à la ruine plusieurs fonds de pension de retraités américains.

Tous ces événements seront traités dans la partie qui suit.

## Développement de la comptabilité aux États-Unis
L’information comptable joue un rôle prépondérant au sein du marché financier, en effet, cette information a une grande utilité surtout pour les actionnaires et les investisseurs potentiels puisqu’elle leur permet d’avoir une idée sur la situation de l’entreprise et la pérennité de son essor au sein du marché financier. Cependant, il arrive parfois que cette information soit incorrecte ou falsifiée et donc, qui ne traduit pas à ses utilisateurs une image fidèle de l’entreprise. En revanche, ceci pourra donner lieu à des conséquences graves au sein de l’entreprise elle-même et au sein du marché financier dans son ensemble.
Tel est le cas du krach boursier de 1929 qui est dû à une crise de l’information comptable qui ne reflétait pas l’image fidèle des entreprises. En effet, les professions comptables et la profession libérale avaient quelques responsabilités dans cette situation en leurs incapacités à créer les conditions de pratiques comptables saines, en effet, ceci a mené les pouvoirs à faire un pas en avant en créant la SEC (securities and exchange commission) en 1933 et ce afin de réglementer et surveiller la production des informations comptables des sociétés cotées en bourse. En outre, le développement de la réglementation comptable aux États-Unis n’a pas cessé de croître et ceci se manifeste par la création par l’AICPA (American institute of Certified Public Accontants) d’organismes chargés d’expliciter ce qu’il est convenu d’appeler les principes comptables généralement admis (Generally Accepted Accounting Principles) GAAP.
Ensuite, il y eut l’apparition du CAP (Committee on Accounting Procedures) en 1937, les travaux de cet organisme se sont poursuivis jusqu’en 1959, date de création de l’APB (Accounting Principales Board) qui prend le relais du CAP et disparaît finalement avec la création du FASB en 1973.
La création du FASB est une réponse de l’AICPA aux nombreuses critiques dont elle a fait l’objet, en effet, on lui reprochait, sur le plan technique, de produire des normes peu élaborées, incomplètes et le plus souvent contradictoires. Et sur le plan institutionnel, on lui reprochait d’être trop au service de la profession en établissant des normes en fonction des intérêts de cette dernière.
Le FASB est un organisme de normalisation indépendant  qui a pour objectif de conduire à des normes solides et d’indiquer la nature, le rôle et les limites de la comptabilité financière et des états financiers. En outre, le FASB joue un rôle très important dans l’amélioration des pratiques comptables. Par exemple, lorsqu’un nouveau problème apparaît et qui n’a pas fait encore l’objet d’une norme de traitement, le FASB permet de prédire les solutions de ce problème.
La structure des relations qu’entretient le FASB avec les organismes qu’ils l’entourent se présente comme suit :
Cependant, le FASB a fait aussi l’objet de certaines critiques (Agrawal 1987, Dopuch et Sunder 1980, Solomons 1986).Ces derniers ont considéré que le FASB est peu novateur et qu’il n’est que le substrat théorique des pratiques comptables du moment. Ils ont mis en doute sa capacité à engendrer des normes pour les problèmes du futur ainsi que sa capacité à répondre complètement à des questions fondamentales.
En 2001, le scandale Enron éclate. En effet, cette entreprise qui était l’une des plus grandes des États-Unis avait fait en sorte de lisser ses résultats en utilisant des méthodes frauduleuses de « creative accountancy » pour donner l’image d’une valeur sûre et stable. Cette image a fait en sorte d’attirer plusieurs investisseurs et en particulier les fonds de pension des retraités américains.
Lorsque le pot aux roses fut découvert, l’action ENRON a dégringolé entraînant avec elle la ruine de milliers de petits épargnants et les autorités du marché financier se sont retournés contre le vérificateur d’ENRON : Arthur Andersen.
Ce scandale d’ENRON  faisait voler une très grosse menace sur l’économie américaine, celle de la perte de la confiance du public dans le marché financier. À la suite de cela, il y eut la promulgation de « Sarbanes-Oxley Act  » sur la transparence des comptes qui énonce la création du PCAOB (Public Company Accounting Oversight Board) qui est chargé de surveiller les pratiques de comptabilité et d’audit de la profession. À titre d’exemple, cette loi oblige les cabinets d’audit à lui fournir les renseignements sur les filiales européennes des groupes américains cotés aux États-Unis en contradiction avec les lois européennes sur le secret professionnel.
Donc aujourd’hui on remarque que la réglementation de la profession comptable et d’audit aux États-Unis dépasse les frontières américaines pour satisfaire les besoins d’informations des épargnants américains sur les filières étrangères des groupes cotés aux États-Unis.
Alors on se pose la question de savoir quel rôle joue l’organisme de normalisation américain (FASB) sur le plan international et quelles relations entretient-il avec son homologue international : l’IASB ?

## Spécificités comptables des États-Unis
- Voir Reporting financier aux États-Unis

Les États-Unis sont attachés à des règles comptables uniformes alors que son homologue anglo-saxon le Royaume-Uni tolère plus d'options et de liberté. Dans ces deux pays la présentation des états financiers n'est pas normalisée et on peut trouver des titres différents pour les comptes de résultat, le bilan et le tableau de financement.
Aux États-Unis, le bilan, à la différence de celui anglais qui privilégie les immobilisations et le patrimoine, est toujours focalisé sur la liquidité et l'exigibilité. Dans le compte de résultat, les charges sont classées par destination et non pas par nature pour mettre en évidence le coût des différentes structures de l’entreprise. Quant aux annexes, elles intègrent beaucoup d’informations détaillées concernant l’entreprise selon le full disclosure principale.
On peut citer la notion de contrôle dans la consolidation. En effet, si une entreprise américaine détient 30 % d’une de ces filiales, celle-ci pourra être intégrée totalement dans le bilan de la société mère à condition que les autres actions soient dispersées et non organisées. Cette méthode a été utilisée par Vivendi-Universal pour intégrer le bilan de SFR. On notera dans ce cas, qu’il peut y avoir déconsolidation sans aucune opération de cession de titres.
Dans le cadre de la politique industrielle, la comptabilité est au service de la puissance économique; c'est le cas des États-Unis dont les normes n'imposent pas la comptabilisation des stock-options alors qu'ils sont bien un flux financier des investisseurs vers les bénéficiaires d'options (une rémunération pour ceux-ci et un coût pour l'entreprise). Ce régime comptable permissif pour les stock-options a été motivé par des considérations de politique industrielle. Les stock-options sont un enjeu très important pour les jeunes entreprises de nouvelles technologies considérées comme l'un des facteurs clés de la croissance à long terme des États-Unis.